# Vallon de Saint-Grat
Le vallon de Saint-Grat (en töitschu, Sen Kroasch Gumbu) est une vallée latérale sur la droite orographique de la vallée du Lys, située à l'ouest du chef-lieu d'Issime, dans la basse Vallée d'Aoste.
C'est le seul vallon valdôtain ayant conservé la structure foncière de la colonisation médiévale de la part des Walsers.

## Toponymie
Le toponyme dérive de Grat d'Aoste, saint patron de la Vallée d'Aoste.

## Géographie
Le vallon de Saint-Grat présente une orientation est-ouest. Il est traversé par de nombreux torrents, dont le principal est le Walkhunbach, qui se jette dans le Lys à Issime.
Deux tourbières sont présentes, celle de Réich et celle de Mundschuvet.
Ce vallon est parcouru par deux chemins muletiers, dénommés en töitschu dan undre Weg (le chemin inférieur, ou da vuss Weg, soit le chemin piétonnier) et dan uabre Weg (chemin supérieur, ou d’chünu Weg, soit le chemin des vaches).

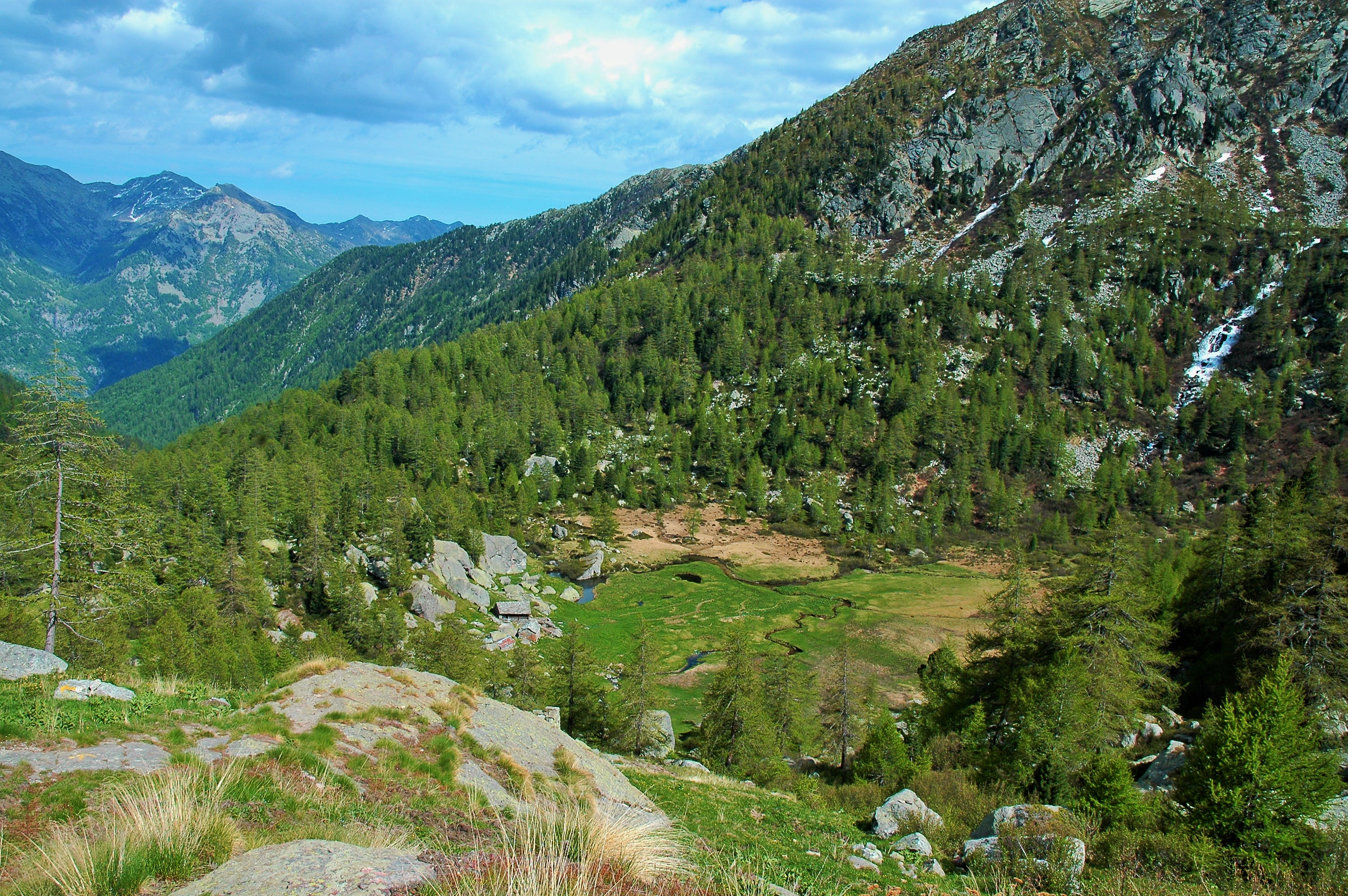
La tourbière de Réich.
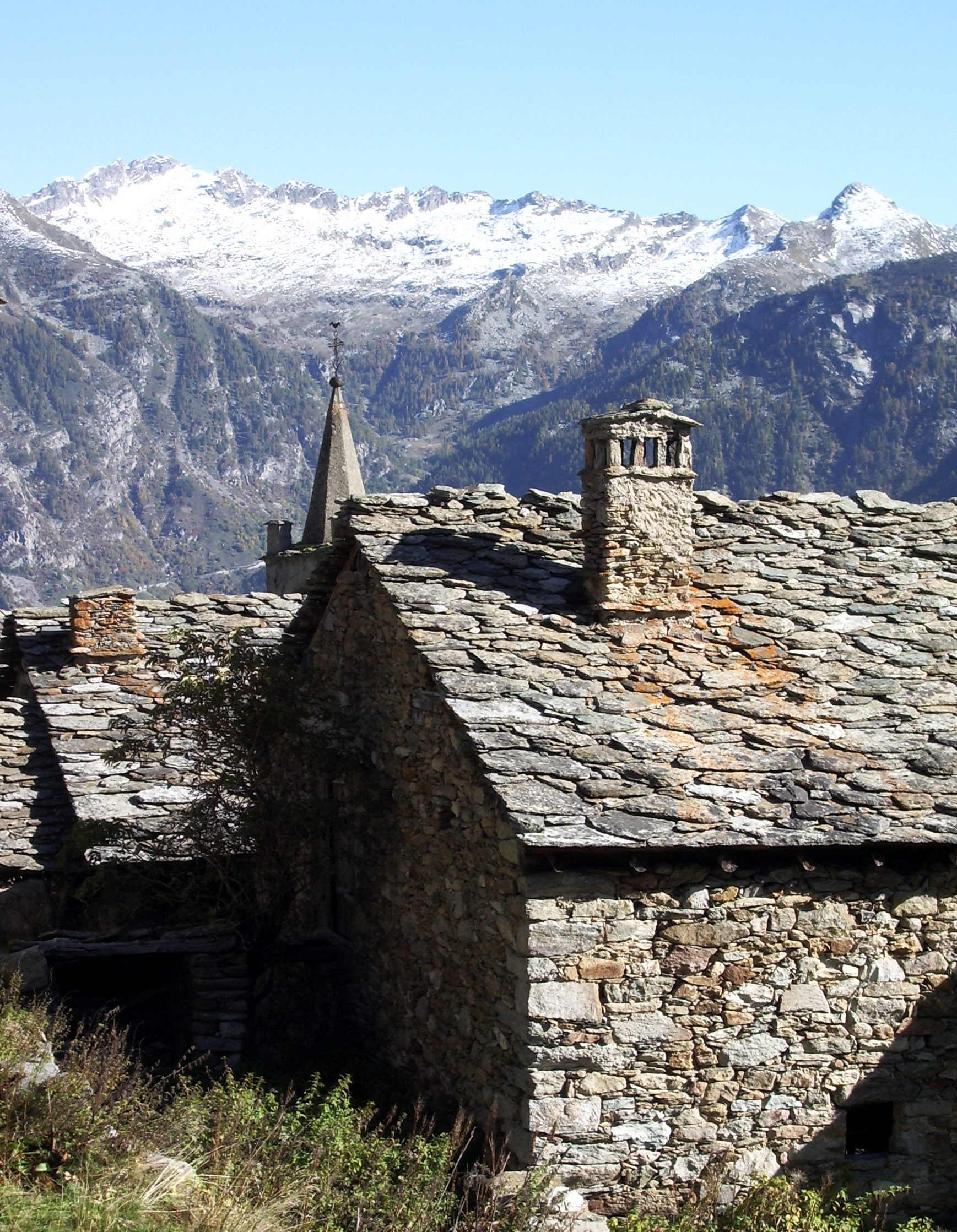
Maisons typiques en lauzes et en pierres.

### Localités
- Bord ou Buart (ou Sainte-Marguerite) - 1 350 m)
- Saint-Grat (en töitschu Chröiz - 1 657 m)
- Mühni (2 008 m)
- Notre-Dame-des-Neiges  (2 008 m)
- Siawa ou Siawjini (respectivement « lacs » et « petits lacs » en töitschu - 2 274 m)
- Col du Dondeuil (en töitschu Münhu furku - 2 338 m), vers Challand-Saint-Anselme (val d'Ayas)

### Sommets
- Pic Torché - 3 016 m
- Pic de Vlou - 3 238 m

## Histoire
Des pollens provenant de la tourbière de Réich ont fait remonter la date de la première présence de l'homme en Vallée d'Aoste à l'an 4500 av. J.-C.
Les Walsers colonisent ce vallon au XIIIe siècle et cohabitent avec la population francophone déjà présente depuis la fin du XIIe siècle.
En 2018, un projet de reconstruction du moulin Brochnu Mülli (1 500 m), remontant au XVe siècle, a été entamé.

## Légendes
Comme dans toute la vallée du Lys, de nombreuses légendes intéressent le vallon de Saint-Grat aussi. Elles racontent en particulier l'histoire du lutin du moulin Brochnu Mülli et de dar Bram, un monstre qui remonte les cours d'eau.